# مانتا (اکوادور)
مانتا (به اسپانیایی: Manta) یک منطقهٔ مسکونی در اکوادور است که در کانتون مانتا واقع شده‌است. مانتا ۶۰٫۴۹ کیلومتر مربع مساحت و ۲۱۷٬۵۵۳ نفر جمعیت دارد و ۶ متر بالاتر از سطح دریا واقع شده‌است.

## خواهرخوانده
شهرهای ولادی‌وستوک، لانگ بیچ، کالیفرنیا و آکاپولکو، گوئررو خواهرخوانده‌های مانتا (اکوادور) هستند.